# Mario Farinella
Mario Farinella (Caltanissetta, 26 luglio 1922 – Palermo, 7 febbraio 1993) è stato uno scrittore, giornalista e poeta italiano.

## Biografia

### Gli anni giovanili e le prime poesie
Mario Farinella venne mandato dai suoi genitori a studiare in un collegio di Gesuiti dove studia con profitto, ma da cui tenta di fuggire più volte a causa della severità delle regole e della nostalgia di casa.
Negli anni dell'adolescenza nutrendo antipatie contro il Fascismo si rifugia nel stesura di poesie, Questa sua passione lo porterà a pubblicare il suo primo volume di poesie all'età di 15 anni.

### L'esordio come giornalista
Nel 1940 Farinella decide di partire soldato, interrompendo così gli studi e la scrittura poetica. Negli anni dell'immediato dopoguerra fonda a Caltanissetta il periodico "Vita siciliana". A questo giornale è legato l'esordio letterario di Leonardo Sciascia che avviene l'8 novembre 1944, quando il giovane maestro elementare (Sciascia aveva allora 23 anni) firma un articolo su Salvatore Quasimodo pubblicato sul giornale del suo amico Mario Farinella.
"Vita Siciliana" cessa presto le pubblicazioni, ma l'esperienza è fondamentale per Farinella che nel 1948 entra a far parte della redazione del quotidiano palermitano "La Voce della Sicilia", per poi passare nel 1950 alla redazione di Palermo del quotidiano comunista l'Unità, e quindi nel 1955 al quotidiano "L'Ora", dove si svolgerà la maggior parte della sua carriera giornalistica.

### Il poeta contro la mafia
Fin da quando era ragazzo Mario Farinella si era mostrato sensibile alle sofferenze degli appartenenti agli strati più poveri della società, ed in particolare alla difficile vita degli zolfatai e dei braccianti, ai quali dedicherà molte poesie e diversi articoli volti a informare l'opinione pubblica sulle prepotenze e i soprusi commessi dai padroni delle miniere di zolfo ai danni dei minatori. Il suo primo libro, Tabacco nero e terra di Sicilia, e soprattutto la pubblicazione La Zolfara accusa: lettera da Lercara Friddi, uscito nel 1951 come supplemento al periodico "Il Siciliano Nuovo", costituiscono una forte denuncia delle vicende che si svolsero in quegli anni tumultuosi.
. La sua opera professionale all'interno del giornale palermitano "L'Ora", nel cui organico ricoprirà via via gli incarichi di editorialista, corsivista, inviato speciale, condirettore e, per un breve periodo, direttore responsabile, che talvolta lo porterà a scrivere articoli critici anche nei confronti di suoi amici. Neanche le intimidazioni mafiose, culminate con l'esplosione di un ordigno nei pressi della sua abitazione di Palermo in via Veneto, riusciranno ad incrinare la sua determinazione.
Farinella prese infatti parte, insieme a Felice Chilanti alla prima inchiesta giornalistica sulla mafia, mai pubblicata da un giornale italiano, che venne portata a termine nonostante l'attentato dinamitardo del 19 ottobre del 1958 che distrusse parte della redazione e della tipografia del quotidiano, e che fu all'origine della istituzione della Commissione Parlamentare Antimafia da parte del governo. Gli articoli, pubblicati su "l'Ora e su "Paese Sera", vennero in seguito raccolti in un volume dal titolo Rapporto sulla Mafia, pubblicato nel 1964.
Farinella ebbe con alcuni eminenti personaggi milanesi di origine siciliana, tra cui lo scrittore Elio Vittorini, il poeta Salvatore Quasimodo, il giornalista Gaetano Baldacci, l'industriale Michelangelo Virgillito ed il magistrato Carmelo Empedocle Vinci. I Siciliani a Milano è infatti il titolo con cui viene pubblicato un volumetto che raccoglie i nove articoli usciti sul quotidiano "l'Ora" tra il dicembre del 1959 ed il gennaio del 1960.

### Il dialogo con i cattolici
Pur essendo un intellettuale vicino al PCI, la formazione cattolica di Farinella fu un fattore importante nella sua attività professionale, ed è proprio nella serie di articoli dedicata al Concilio Vaticano II ed alle ripercussioni che esso suscitò nel clero e nei fedeli che viene messa in risalto la professionalità e la sua levatura personale.
Tra i personaggi che intervista vi è la figura del Cardinale Ernesto Ruffini, allora Arcivescovo di Palermo, lo stesso che aveva in più occasioni negato che esistesse la mafia, che secondo lui altro non era che una invenzione dei comunisti per denigrare la Sicilia. Oltre al cardinale, che rappresenta la voce più autorevole della chiesa conformista e vicina al potere politico democristiano, Farinella dà spazio sulle sue colonne anche a voci diverse all'interno del cattolicesimo siciliano: sacerdoti impegnati in parrocchie di frontiera, giovani attivisti delle ACLI e della FUCI, registrando le loro speranze ed il loro atteggiamento critico nei confronti delle diffuse collusioni tra le gerarchie ecclesiastiche dell'isola ed il potere politico democristiano.

### Il lavoro di cronista
Durante tutto l'arco di tempo che va dagli anni sessanta agli ottanta, e più precisamente fino al 1987, la firma di Farinella appare su numerosi articoli che documentano, talvolta con salace arguzia, talvolta con sarcasmo che maschera a stento il disappunto, fatti grandi e piccoli che coinvolgono la Sicilia, ed in particolar modo i cittadini di Palermo. La morte di un bracciante avvenuta durante un violento interrogatorio in una caserma di polizia, le proteste degli studenti di un istituto per geometri ospitato in un edificio fatiscente ed infestato da topi represse a manganellate dalle forze dell'ordine, l'avanzare del degrado del patrimonio artistico e culturale della città che accade nell'indifferenza delle persone e degli enti preposti alla sua salvaguardia e tutela, le riunioni di partito in sezioni democristiane che finiscono in risse da film western con tanto di lanci di sedie e tavolini e molte altre avvincenti (e spesso avvilenti) storie siciliane trovano la penna di Farinella sempre pronta ad esporle alla pubblica indignazione dalle pagine de "l'Ora", spesso e volentieri con tanto di nomi e cognomi dei protagonisti. Del
Questore di Palermo, che nel 1962 durante un'intervista gli raccomanda di "parlare poco di mafia" per "evitare di screditare la nostra terra", scrive: forse non è un vero siciliano come invece afferma di essere.
Una selezione dei suoi articoli verrà pubblicata nel 1977 con il titolo Diario siciliano.
Mario Farinella muore a Palermo il 7 febbraio 1993, a nove mesi dal giorno in cui il suo giornale cessò definitivamente le pubblicazioni. I suoi scritti in poesia e in prosa restano a testimoniare il suo impegno per la Sicilia e la storia di trenta e più anni dal dopoguerra fin quasi ai giorni nostri.

### Opere
- Canto di Primavera, Caltanissetta, Ginevra, 1938.
- Glaucea, Palermo, Licari, 1938.
- Tabacco nero e terra di Sicilia, Palermo, Flaccovio 1951; 1963.
- La zolfara accusa. Lettera da Lercara Friddi, Palermo, La cartografica, 1951.
- I siciliani a Milano. Inchiesta de l'Ora, Palermo, Zangara, 1960.
- Rapporto sulla mafia, con Felice Chilanti, Palermo, Flaccovio, 1964.
- Profonda Sicilia, prefazione di Carlo Levi, Palermo, Libri siciliani, 1966.
- I cattolici siciliani dopo il Concilio, Palermo, Flaccovio, 1967.
- Diario siciliano, Palermo, Flaccovio, 1977.